# Papiro 97

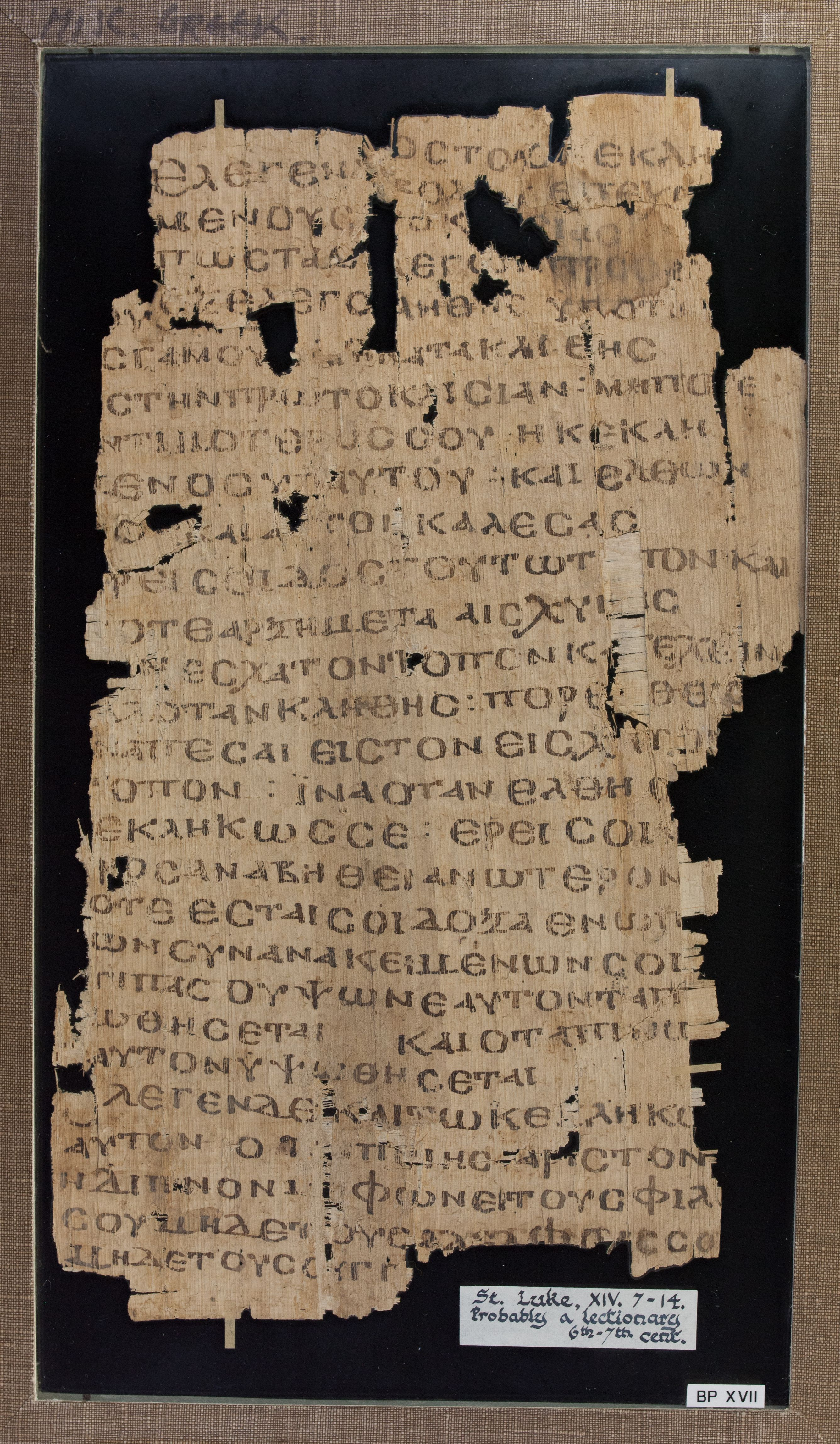
Manuscrito en papiro del Evangelio de Lucas (Papiro 97)

El Papiro 97 (en la numeración Gregory-Aland) designado como {\displaystyle {\mathfrak {P}}}97, es una copia antigua de una parte del Nuevo Testamento en griego . Es un manuscrito en papiro del Evangelio de Lucas y contiene la parte de Lucas 14:7-14. Ha sido asignado paleográficamente a los siglos VI y VII.
El texto griego de este códice es un representante del Tipo textual alejandrino, también conocido neutral o egipcio. Aún no ha sido relacionado con una Categoría de los manuscritos del Nuevo Testamento.
Este documento se encuentra en la Biblioteca Chester Beatty (Biblioteca Chester Beatty) (P. Chester Beatty XVII), en Dublín.